# Yusuf Şimşek
Yusuf Şimşek (Adalia, 20 luglio 1975) è un allenatore di calcio ed ex calciatore turco, di ruolo centrocampista, tecnico del Balıkesirspor.

## Statistiche

### Cronologia presenze e reti in nazionale
| Cronologia completa delle presenze e delle reti in nazionale ― Turchia | Cronologia completa delle presenze e delle reti in nazionale ― Turchia | Cronologia completa delle presenze e delle reti in nazionale ― Turchia | Cronologia completa delle presenze e delle reti in nazionale ― Turchia | Cronologia completa delle presenze e delle reti in nazionale ― Turchia | Cronologia completa delle presenze e delle reti in nazionale ― Turchia | Cronologia completa delle presenze e delle reti in nazionale ― Turchia | Cronologia completa delle presenze e delle reti in nazionale ― Turchia |
| Data                                                                   | Città                                                                  | In casa                                                                | Risultato                                                              | Ospiti                                                                 | Competizione                                                           | Reti                                                                   | Note                                                                   |
| ---------------------------------------------------------------------- | ---------------------------------------------------------------------- | ---------------------------------------------------------------------- | ---------------------------------------------------------------------- | ---------------------------------------------------------------------- | ---------------------------------------------------------------------- | ---------------------------------------------------------------------- | ---------------------------------------------------------------------- |
| 17-11-2007                                                             | Oslo                                                                   | Norvegia                                                               | 1 – 2                                                                  | Turchia                                                                | Qual. Euro 2008                                                        | -                                                                      | 67’ 90+2’                                                              |
| 11-10-2008                                                             | Istanbul                                                               | Turchia                                                                | 2 – 1                                                                  | Bosnia ed Erzegovina                                                   | Qual. Mondiali 2010                                                    | -                                                                      | 79’                                                                    |
| 15-10-2008                                                             | Tallinn                                                                | Estonia                                                                | 0 – 0                                                                  | Turchia                                                                | Qual. Mondiali 2010                                                    | -                                                                      | 61’                                                                    |
| 2-6-2009                                                               | Kayseri                                                                | Turchia                                                                | 2 – 0                                                                  | Azerbaigian                                                            | Amichevole                                                             | -                                                                      | 58’                                                                    |
| 5-6-2009                                                               | Lione                                                                  | Francia                                                                | 1 – 0                                                                  | Turchia                                                                | Amichevole                                                             | -                                                                      | 79’                                                                    |
| 10-10-2009                                                             | Bruxelles                                                              | Belgio                                                                 | 2 – 0                                                                  | Turchia                                                                | Qual. Mondiali 2010                                                    | -                                                                      | 71’                                                                    |
| Totale                                                                 |                                                                        | Presenze                                                               | 6                                                                      |                                                                        | Reti                                                                   | 0                                                                      |                                                                        |

## Palmarès

### Giocatore

#### Competizioni nazionali
- Campionato turco: 2

Fenerbahçe: 2000-2001
Beşiktaş: 2008-2009
- Coppa di Turchia: 1

Beşiktaş: 2008-2009